# Только остров не возьмёшь с собой
Только остров не возьмёшь с собой… (азерб. Təkcə adanı özünlə apara bilməzsən…) — советский детский драматический телефильм 1980 года производства киностудии «Азербайджанфильм».

## Сюжет
Маленькая девочка Наиля приезжает к своей бабушке всего лишь на несколько дней. Но за это короткое время она ищет детских приключений. Наиля однажды стала свидетельницей уничтожения птицы.

## Синопсис
Фильм рассказывает о любви человека и природы, а также человека и животных. Первая роль в кино актрисы Аян Миркасымовой. Фильм был создан по заказу ЦТ СССР.

## Создатели фильма

### В ролях
Аян Миркасимова — Наиля
Кето Бочорашвили — Мадина, бабушка, егерь острова-заказника (дублёр трюков — Джаваир Байрамова)
Камал Худавердиев — Ильяс, зоолог
Кязим Абдуллаев — охотник
Рамиз Меликов — папа Наили, капитан корабля
Мамедсадых Нуриев — эпизод

### Административная группа
автор сценария : Надежда Исмаилова
режиссёр-постановщица и художница по костюмам: Гюльбениз Азимзаде
оператор-постановщик : Хусейн Мехтиев
художник-постановщик : Маис Агабеков
композитор : Акшин Ализаде
звукооператор : Марат Искандеров
второй режиссёр : Самад Лазымов
второй оператор : Амин Новрузов
монтажёр-постановщица Ниса Гаджиева
оператор комбинированных съёмок : Рафик Каримов
художник комбинированных съёмок : Сарвар Мусаев (в титрах — С. Мусаев)
консультанты : А. Агаев, Е. Мамедов
редактор : Рамиз Ровшан (в титрах — Р. Алиев)
оркестр : Симфонический оркестр Государственного комитета кинематографии СССР
вокал : Московский камерный хор
дирижёр : А. Петухов
директор фильма : Надир Алиев

## Награды и премии
1) 1980 11-й международный республиканский молодёжный кинофестиваль-1980 в  Киеве. Фильм был удостоен Диплома и Приза жюри в соответствии с воплощением текущей экологической проблемы.
2) 1981 — 9-й Всесоюзный телевизионный кинофестиваль в Ереване. Для лучшего фильма для детей, таланта для сложной философской темы, а также сочетания природы и природы, фильм был удостоен Гран-при и Диплом за его высокое мастерство.
3) 1982. Премия Азербайджанского комсомола была вручена сценаристу Надежде Исмаиловой, режиссёру Гюльбениз Азимзаде, оператору-постановщику Гусейну Мехтиеву и художнику-постановщику Маису Агабекову.